# 同音假借
「同音假借」根據許慎的《說文解字》所說：「假借者，本無其字，依聲託事，令長是也」，就是以該同音字為示音、注音的對象，僅僅借音而意義不同的字。例如：「漢」於《說文》的本義作「漾也，東為滄浪水」，是江水之名，後來假借為「男子」的意思。「同音假借」不只發生在古代，時至今日也不斷在語言發展中出現。以口頭音譯英文bus（公共汽車）為「巴士」、taxi（計程車）為「的士」等，現在已在香港社會廣泛接受。近年香港更有所謂「潮語」（即潮流用語）的出現，如「十扑」（支持或鼓勵的意思，來自英文support之意），又或「升呢」（升級之意，來自英文level up）。然而，這些新創的「潮語」還沒有被規範成正式現代漢語，它們的普及程度受粵語和社會文化所限，暫時未見流行於中國大陸或台灣。從中可見，「同音假借」的理念也頗受地域、方言和文化的影響。